# Camptoprosopella borealis
Camptoprosopella borealis är en tvåvingeart som beskrevs av Shewell 1939. Camptoprosopella borealis ingår i släktet Camptoprosopella och familjen lövflugor. Inga underarter finns listade i Catalogue of Life.